# Radiació còsmica de fons
La radiació còsmica de fons (també anomenada fons còsmic de microones o CMB, de l'anglès Cosmic microwave background) és una radiació residual isòtropa procedent del període del desacoblament, quan l'Univers tenia només 400.000 anys. Es correspon a una radiació de cos negre amb un pic a una temperatura de 2,725 K i a una freqüència de 282 GHz (longitud d'ona 1,06 mm), en el rang de les microones.
La seva existència va ser predita pels cosmòlegs George Gamow, Ralph Alpher i Robert Hermann el 1948, com una conseqüència del big-bang. Gamow, Alpher i Hermann van calcular que tenia una temperatura d'uns 5 kelvin, però llavors la tecnologia de detecció de microones no estava gaire avançada i no hi va haver massa interès per part dels astrònoms per a intentar detectar-la. No va ser fins al 1965 quan Arno Penzias i Robert Wilson van observar una radiació de fons de l'esmentada temperatura, descobriment que els va valer el Premi Nobel de Física el 1978. Actualment, la majoria de cosmòlegs consideren la radiació còsmica de fons la millor evidència del big-bang.
A principis dels anys 90, el satèl·lit COBE de la NASA va aportar noves dades sobre la radiació còsmica de fons creant un mapa de microones de l'Univers primitiu. Actualment, el satèl·lit WMAP, també de la NASA, continua la tasca del seu predecessor amb mesures molt més precises.

## Característiques

L'espectre de la radiació de fons de microones mesurat per l'instrument FIRAS al satèl·lit COBE és l'espectre de cos negre mesurat amb més precisió en la naturalesa. Les variables i l'error estàndard estan ocultats per la corba teòrica.

La radiació de fons de microones és isòtropa fins a una part entre 10⁵: les variacions del valor eficaç són només 18 μK. L'espectrofotòmetre FIRAS (The Far-Infrared Absolute Spectrophotometer per les seves sigles en anglès) en el satèl·lit COBE de la NASA mesurà acuradament l'espectre de la radiació de fons del microones. El FIRAS comparà el CMB amb un cos negre de referència i no es va poder veure cap diferència en els seus espectres. Qualsevol desviació del cos negre que pogués seguir estant sense detectar en l'espectre del CMB sobre el rang de longituds d'ona des de 0,5 a 5 mm hauria de tenir un valor d'unes 50 parts per milió del pic de brillantor del CMB. Això va fer l'espectre del CMB: el cos negre mesurat de la manera més precisa en la natura.
Aquesta radiació és una predicció del model del big-bang, ja que segons aquest model, l'Univers primigeni era un  plasma compost principalment per electrons, fotons i barions (protons i neutrons). Els fotons estaven constantment interaccionant amb el plasma mitjançant la dispersió Thomson. Els electrons no es podien unir als protons i altres nuclis atòmics per formar àtoms perquè l'energia mitjana del plasma era molt alta, de manera que els electrons interaccionaven constantment amb els fotons mitjançant el procés conegut com a dispersió Compton. A mesura que l'Univers es va anar expandint, el refredament adiabàtic (del qual el desplaçament cap al roig cosmològic és un símptoma actual) feu que el plasma es refredés fins a fer possible que els electrons es combinéssin amb protons i formessinn àtoms d'hidrogen. Això va ocórrer quan la temperatura va arribar als 3.000 K, uns 380.000 anys després del big-bang. A partir d'aquest moment, els fotons van poder viatjar lliurement a través de l'espai sense col·lidir amb els electrons dispersos. Aquest fenomen és conegut com a era de la recombinació i descomposició; la radiació de fons de microones és precisament el resultat d'aquest període. En anar expandint-se l'Univers, aquesta radiació també va disminuir la seva temperatura, la qual cosa explica per què avui dia és només d'uns 2,7 K. La radiació de fons és el soroll que fa l'Univers. Es diu que és el ressò que prové de l'inici de l'Univers, és a dir, el ressò que va quedar de la gran explosió que va donar origen a l'Univers.
Els fotons han continuat refredant-se des de llavors; actualment, han caigut a 2,725 K i la seva temperatura continuarà caient segons s'expandeixi l'Univers. De la mateixa manera, la radiació del cel que mesurem ve d'una superfície esfèrica, anomenada superfície de l'última dispersió, en què els fotons que es van descompondre en la interacció amb matèria en l'Univers primigeni, fa 13.700.000.000 anys, estan observant actualment la Terra. El big-bang suggereix que el fons de radiació còsmic omple tot l'espai observable i que gran part de la radiació de l'Univers està en el CMB, que té una fracció d'aproximadament 5·10-5 de la densitat total de l'Univers.
Dos dels grans èxits de la teoria del big-bang són les seves prediccions d'aquest espectre de cos negre gairebé perfecte i la seva predicció detallada de les anisotropies en el fons còsmic de microones. El recent WMAP ha mesurat precisament aquestes anisotropies sobre el cel per complet a escales angulars de 0,2°. Aquestes es poden utilitzar per a estimar els paràmetres del model lambda-CDM estàndard del big-bang. Alguna informació, com la forma de l'Univers, es pot obtenir directament del CMB, mentre d'altres, com la constant de Hubble, no estan restringides i han de ser inferides d'altres mesures.

## Història
Aquesta radiació va ser predita per George Gamow, Ralph Alpher i Robert Hermann el 1948. És més, Alpher i Herman van poder estimar que la temperatura del fons de radiació de microones era 5 K, encara que dos anys després, la reestimaren en 28 K. Hi havia diverses estimacions prèvies de la temperatura de l'espai (vegeu cronologia), però aquestes havien patit dos defectes. Primer, van ser mesurades en temperatura efectiva de l'espai i no suggereixen que l'espai fos emplenat amb un espectre de Planck tèrmic. Segon, són dependents del nostre lloc especial en l'extrem de la Via Làctia i no suggereixen que la radiació sigui isòtropa. A més, produiria prediccions molt diferents si la Terra estigués localitzada en qualsevol lloc de l'Univers.
Els resultats del 1948 de Gamow i Alpher no van ser àmpliament discutits. No obstant això, van ser redescoberts per Robert Dicke i Iàkov Zeldóvitx a principis dels anys 1960. La primera apreciació de la radiació del CMB com un fenomen detectable va aparèixer en un breu article dels astrofísics soviètics A. G. Doroshkevich i Igor Dmitriyevich Novikov, a la primavera del 1964. El 1964, David Todd Wilkinson i Peter Roll, i els col·legues de Dicke en la universitat de Princeton, van començar a construir un radiòmetre de Dicke per mesurar el fons de radiació de microones. El 1965, Arno Penzias i Robert Woodrow Wilson, en els laboratoris Bell de Crawford Hill, prop de Holmdel Township (Nova Jersey), havien construït un radiòmetre Dicke que van intentar utilitzar per a radioastronomia i experiments de comunicacions per satèl·lit. El seu instrumental tenia un excés de temperatura de soroll de 3,5 K amb el qual no comptaven. Després de rebre una trucada telefònica de Crawford Hill, Dicke va dir la gràcia: "Nois, hem estat robats". Una trobada entre els grups de Princeton i Crawford Hill va determinar que la temperatura de l'antena va ser induïda a causa del fons de radiació de microones. Penzias i Wilson van rebre el Premi Nobel de Física del 1978 pel seu descobriment.
La interpretació de la radiació de fons de microones va ser un tema controvertit en els anys 1960 entre els defensors de la teoria de l'estat estacionari, argumentant que el fons de microones era el resultat de la llum dispersada dels estels, procedent de les galàxies distants. Utilitzant aquest model i basat en l'estudi de l'absorció reduïda de línies que caracteritza l'espectre de les estrelles, l'astrònom Andrew McKellar va escriure el 1941: "Es pot calcular que el rotacional de temperatura de l'espai interestel·lar és 2 K". No obstant això, durant els anys 1970, el consens va ser que la radiació de fons de microones és un romanent del big-bang. Això va ser en gran part perquè les noves mesures en un rang de freqüències van demostrar que l'espectre era un tèrmic cos negre, un resultat que el model de l'estat estacionari no podia reproduir.
Harrison, Peebles i Yu, i d'altra banda Zeldóvitx, es van adonar que l'Univers primigeni hauria de tenir heterogeneïtats en un nivell de 10–4  o 10–5 . Rashid Sunyaev, després, va calcular la petjada observable que aquestes heterogeneïtats tindrien en el fons de radiació de microones. Incrementalment, els límits estrictes de l'anisotropia del fons de radiació de microones van ser establerts per experiments basats en la Terra, però l'anisotropia es va detectar per primera vegada pel radiòmetre de microones diferencial del satèl·lit COBE.
Inspirat pels resultats del COBE, una sèrie d'experiments en la Terra o basats en globus van mesurar les anisotropies del fons de radiació de microones en petites escales angulars durant la dècada següent. L'objectiu primari d'aquests experiments va ser mesurar l'escala del primer pic acústic, per al qual el COBE no tenia suficient resolució per a resoldre'l. El primer pic en l'anisotropia va ser detectat temptativament per l'experiment Toco i el resultat va ser confirmat pels experiments Boomerang i MÀXIMA. Aquestes mesures van demostrar que l'univers era aproximadament pla i podia descartar les cordes còsmiques com un gran component en la formació d'estructures còsmiques i suggereix que la inflació còsmica era la teoria correcta per a la formació d'estructures.
El segon pic va ser detectat amb indecisió per diversos experts abans de ser detectat definitivament pel WMAP, que també n'ha detectat vacil·lantment el tercer pic. Diversos experiments per a millorar les mesures de la polarització i el fons de microones en petites escales angulars estan en curs. Aquests són el DASI, WMAP, Bumerang i el Cosmic Background Imager. Els experiments esdevenidors en aquest camp són el satèl·lit Planck, el telescopi cosmològic d'Atacama i el telescopi del Pol Sud.

Imatge del WMAP de l'anisotropia de la temperatura del CMB

### Cronologia del fons de radiació de microones
- 1940. Andrew McKellar: la detecció observacional d'una temperatura bolomètrica mitjana de 2,3 K basada en l'estudi de les línies d'absorció interestel·lar és informada des de l'observatori Dominion, Colúmbia britànica[12][f]
- 1946. Robert Dicke descobreix "la radiació de la matèria còsmica" a <20 K; no es refereix a la radiació de fons.[20]
- 1948. George Gamow calcula una temperatura de 50 K (assumint un univers de 3.000 milions d'anys),[21] comentant: "està d'acord raonablement amb la temperatura actual de l'espai interestel·lar", però no esmenta el fons de radiació.
- 1948. Ralph Alpher i Robert Herman estimen "la temperatura de l'Univers" en 5 K. Encara que no esmenten específicament el fons de radiació de microones, se'n pot inferir.[22]
- 1950. Ralph Alpher i Robert Herman reestimen la temperatura a 2 K.
- 1953. George Gamow: s'estima en 7 K.[20]
- 1956. George Gamow: s'estima en 6 K.[20]
- Anys 1960. Robert Dicke reestima una temperatura de la radiació de fons de microones de 40 K.[20]
- 1964. A. G. Doroshkevich i Igor Novikov publiquen un breu article, en què diuen que el fenomen de la radiació de fons de microones és detectable.
- 1964-65. Arno Penzias i Robert Woodrow Wilson mesuren la temperatura com aproximadament 3 K. Robert Dicke, P. J. E. Peebles, P. G. Roll i  D. T. Wilkinson interpreten la radiació com una signatura del big-bang.
- 1983. Comença l'experiment soviètic RELIKT-1 sobre l'anisotropia del CMB.
- 1990. S'obtenen mesures del FIRES de la forma de cos negre de l'espectre del CMB amb exquisida precisió.
- 1992. El descobriment de l'anisotropia per la nau espacial RELIKT-1 va ser reportat oficialment al gener del 1992 en el seminari d'Astrofísica de Moscou.[23]
- 1992. El COBE DMR revela la temperatura d'anisotropia primària per primera vegada.
- 2002. El DASI descobreix la polarització del CMB.[24]
- 2004. El CBI obté l'espectre de polarització del CMB.[25]

## Relació amb el big-bang
El model estàndard calent del big-bang de l'Univers requereix que les condicions inicials per a l'Univers siguin un camp gaussià gairebé invariant o espectre de Harrison-Zeldóvitx. Això és, per exemple, una predicció del model d'inflació còsmica i significa que l'estat inicial de l'Univers és aleatori, però d'una forma clarament especificada en què l'amplitud de les heterogeneïtats verges és 10-5. Per tant, els postulats sobre les heterogeneïtats en l'Univers necessiten ser estadístiques per naturalesa. Això porta a la variància còsmica, en què les incerteses en la variància de les fluctuacions de les escales majors observades en l'Univers tenen dificultats per comparar-se de manera precisa a la teoria.

### Temperatura

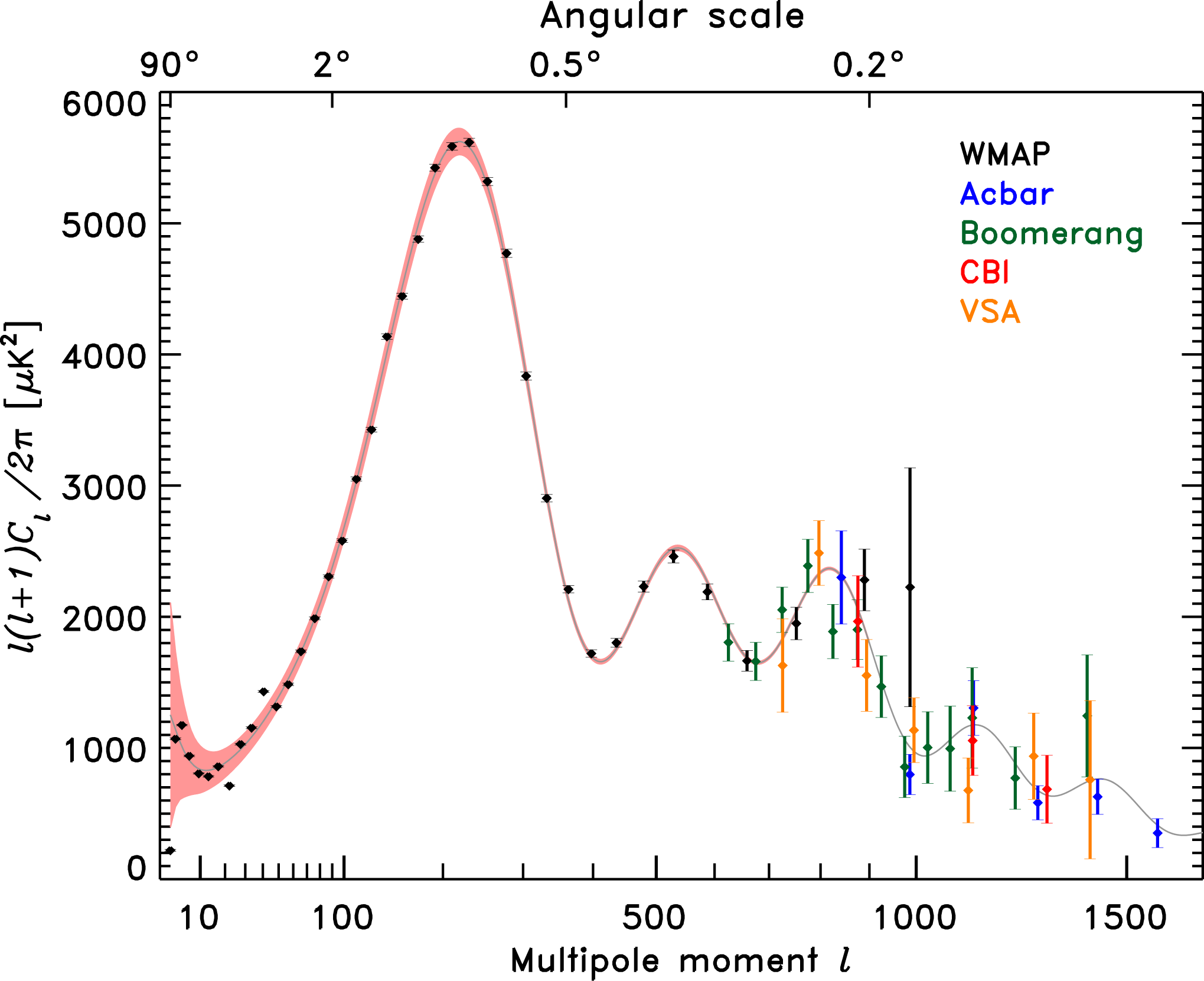
L'espectre de potència de l'anisotropia de la temperatura del fons de radiació de microones en funció de l'escala angular (o moment multipolar). Les dades mostrades són del WMAP (2006), ACBAR (2004) Boomerang (2005), CBI (2004) i VSA (2004)

La radiació del fons còsmic de microones i el desplaçament cap al roig cosmològic es consideren conjuntament com la millor prova disponible per a la teoria del big-bang. El descobriment del CMB a mitjans dels anys 1960 va reduir l'interès en alternatives com la teoria de l'estat estacionari. El CMB proporciona una imatge de l'Univers quan, d'acord amb la cosmologia convencional, la temperatura va baixar prou com per a permetre que els electrons i protons formessin àtoms d'hidrogen, fent així l'Univers transparent a la radiació. Quan es va originar uns 400.000 anys després del big-bang, aquest període és conegut generalment com el "període de l'última dispersió" o el període de la recombinació o el desacoblament, la temperatura de l'Univers era d'uns 3.000 K. Això es correspon amb una energia d'uns 0,25 eV, que és molt menor que els 13/6 eV de l'energia de ionització de l'hidrogen. Des de llavors, la temperatura de la radiació ha caigut en un factor d'aproximadament 1,100 a causa de l'expansió de l'Univers. Segons s'expandeix l'Univers, els fotons del fons còsmic de microones es desplacen cap al vermell, fent que la temperatura de radiació sigui inversament proporcional al factor d'escala de l'Univers.

### Estudi de les anisotropies
La radiació de fons apareix a primera vista isòtropa, és a dir, independent de la direcció en què es mesuri. Aquest fet era de difícil explicació segons el model original del big-bang i va ser una de les causes que va portar a la formulació del model inflacionari del big-bang.
Una de les prediccions d'aquest model és l'existència de petites variacions en la temperatura del fons còsmic de microones. Aquestes anisotropies o heterogeneïtats van ser detectades finalment en els anys 90 per diversos experiments, especialment, pel satèl·lit de la NASA COBE (Cosmic Background Explorer) entre 1989 i 1996, que va ser la primera experiència capaç de detectar irregularitats i anisotropies en aquesta radiació. Les irregularitats es consideren variacions de densitat de l'Univers primitiu i el seu descobriment llança indicis, la formació de les primeres estructures de gran escala i la distribució de galàxies de l'Univers actual. El 2001, l'agència espacial americana NASA va llançar el WMAP (Wilkinson Microwave Anisotropy Probe), un nou satèl·lit capaç d'estudiar amb gran detall la radiació còsmica de fons, que aconseguí el mapa més complet de les anisotropies en la radiació de fons de microones. Altres instruments han detectat encara amb més detall i a major resolució angular les anisotropies del CMB, com el Cosmic Background Imager, però en només unes zones del cel. Les dades aportades pel WMAP el 2003 i 2006 revelen un univers en expansió format per un 4% de matèria bariònica, un 22 % de matèria fosca i un 74 % d'energia fosca. El 2009, l'ESA va llançar el Planck, un satèl·lit de capacitats molt majors encara que el WMAP.
L'anisotropia del fons de radiació de microones està dividida en dos tipus: anisotropia primària -deguda a efectes que ocorren en l'última superfície de dispersió i en l'anterior- i l'anisotropia secundària -que és deguda a efectes, com les interaccions amb gasos calents o potencials gravitacionals, entre l'última superfície de dispersió i l'observador.

#### Anisotropia primària
L'estructura de les anisotropies del fons de radiació de microones és determinada principalment per dos efectes: oscil·lacions acústiques i difusió humida (també anomenada humitat sense col·lisions o seda humida). Les oscil·lacions acústiques sorgeixen a partir de la competència en el plasma fotó-barió en l'Univers primigeni. La pressió dels fotons tendeixen a eliminar les anisotropies, mentre que l'atracció gravitacional dels barions -que es mouen a velocitats molt menors que la velocitat de la llum- els fa tendir a col·lapsar per formar densos halos. Aquests dos efectes competeixen per crear oscil·lacions acústiques que donen al fons de radiació de microones la seva característica estructura de bec. Els pics es corresponen, aproximadament, amb ressonàncies en les quals els fotons es desacoblen quan una manera particular es troba en el seu bec d'amplitud.
Els pics contenen interessants signatures físiques. L'escala angular del primer pic determina la curvatura de l'Univers (però no la topologia de l'Univers). El segon pic -realment la proporció dels becs imparells amb els pics parells- determina la reduïda densitat bariònica. El tercer pic es pot utilitzar per a extreure informació sobre la densitat de matèria fosca.
Les localitzacions dels pics també donen important informació sobre la naturalesa de la densitat de pertorbacions primigènia. Hi ha dos tipus fonamentals de densitat de pertorbacions -anomenades adiabàtica i isocurvatura. Una densitat de pertorbació general n'és una barreja d'aquests dos tipus i existeixen diferents teories que intenten explicar l'espectre de densitat de pertorbació primigeni que prediu diferents barreges.
- Per densitats de pertorbació adiabàtiques, la sobredensitat fraccional en cada component de matèria (barions, fotons...) és la mateixa. És a dir, si hi ha un 1 % més d'energia en barions que la mitjana en un punt, llavors amb una densitat de pertorbació adiabàtica pura hi ha també un 1% més d'energia en els fotons i un 1 % més d'energia en neutrins, que la mitjana. La inflació còsmica prediu que les pertorbacions primigènies són adiabàtiques.

- Amb la densitat de pertorbacions de la isocurvatura, la suma de les sobredensitats fraccionals és zero. És a dir, una pertorbació en què en algun punt hi ha un 1 % més d'energia en barions que la mitjana, un 1% més d'energia en fotons que la mitjana i un 2 % menys energia en neutrins que la mitjana, seria una pertorbació d'isocurvatura pura. Les cordes còsmiques es produirien principalment per pertorbacions d'isocurvatura primigènies.

En l'espectre del CMB, es poden distingir aquests dos tipus de pertorbacions perquè els becs es produeixen en diferents localitzacions. La densitat de pertorbacions d'isocurvatura produeixen una sèrie de pics en les escales angulars (l-valors dels pics): estan aproximadament en les relacions 1: 3: 5 ..., mentre que la densitat de pertorbacions adiabàtiques produeixen pics les ubicacions de les quals són en les relacions 1: 2: 3. Les observacions són consistents amb el fet que la densitat de pertorbacions primigènia és completament adiabàtica, i proporcionen la clau per al suport de la inflació i descarten molts models de formació d'estructures incloent-hi, per exemple, la teoria de cordes.
La humitat sense col·lisions és causada per dos efectes, quan el tractament del plasma primigeni com un fluid comença a trencar-se:
- L'increment del camí lliure mitjà dels fotons en el plasma primordial arriba a estar incrementalment enrarit en un univers en expansió.
- El gruix de l'última superfície de dispersió, que causa l'increment del camí lliure mitjà durant el desacoblament, fins i tot mentre la dispersió Compton hi continua passant.

Aquests efectes contribueixen per igual a la supressió d'anisotropies en petites escales i donen lloc a la característica cua humida exponencial vista en anisotropies en escales angulars molt petites.
La primesa de l'última superfície de dispersió es refereix al fet que el desacoblament dels fotons i barions no ocorre instantàniament, sinó que requereix una fracció apreciable de l'edat de l'Univers per sobre d'aquesta època. Un mètode per a quantificar exactament quant de temps va durar aquest procés utilitza la funció de visibilitat de fotons. Aquesta funció es defineix de manera que, definint-la com a P(t), la probabilitat que un fotó de l'última dispersió del CMB entre ti t + dt està donada per P(t)dt.
El màxim de la funció de visibilitat (el temps en què és més probable que un fotó determinat de l'última dispersió del CMB) és conegut de manera molt precisa. Els resultats del primer any de WMAP diuen que el temps en què P (t) és màxim entre 372.000 anys (± 14.000). Sovint es considera el "temps" en què es va formar el fons de radiació de microones. No obstant això, per a comprendre quant de temps es va necessitar per al desacoblament de fotons i barions, cal una mesura de l'amplada de la funció de visibilitat. L'equip del WMAP troba que P(t) és major que la meitat del seu valor màxim (l'amplària sencera a la meitat del màxim) en l'interval 115.000 anys (± 5000). Segons aquesta mesura, el desacoblament va durar uns 115.000 anys i quan es va completar, l'Univers tenia uns 487.000 anys.

#### Anisotropia tardana
Després de la creació del CMB, aquest és modificat per diversos processos físics col·lectivament coneguts com a anisotropia tardana o anisotropia secundària. Després de l'emissió del CMB, la matèria ordinària en l'Univers estava formada principalment d'hidrogen neutre i àtoms d'heli, però de les observacions de les galàxies sembla que gran part del volum del medi intergalàctic (IGM) actualment consisteix en material ionitzat (ja que hi ha algunes línies d'absorció a causa d'àtoms d'hidrogen). Això implica un període de reionització en què el material de l'Univers es col·lapsa en ions d'hidrogen.
Els fotons del CMB s'escampen en càrregues lliures com electrons que no estan lligats a àtoms. En un univers ionitzat, tals electrons han estat alliberats d'àtoms neutres per radiació ionitzant (ultraviolada). Avui, aquestes càrregues lliures són d'una densitat prou baixa en gran part del volum de l'Univers que no afecten els mesuraments del CMB. No obstant això, si l'IGM va ser ionitzat en temps molt primerencs quan l'Univers era molt dens, llavors hi hauria dos efectes principals en el CMB:
1. Les anisotropies a petita escala són eliminades (just com quan s'observa un objecte a través de la boira, els detalls de l'objecte apareixen difuminats).
2. La física de com els fotons s'escampen en electrons lliures (difusió Thomson) indueix a la polarització de les anisotropies en grans escales angulars. Aquesta polarització de gran angular està correlada amb la pertorbació de temperatura de gran angular.

Aquests dos efectes han estat observats pel satèl·lit WMAP, proporcionant proves que l'Univers va ser ionitzat en temps molt primigenis, amb un desplaçament cap al roig de més de 17. La procedència detallada d'aquesta primerenca radiació ionitzant continua sent debatuda pels científics. Es pot incloure la llum dels estels des de la primera població d'estrelles (població III), les supernoves en les quals es van convertir aquestes estrelles al final de les seves vides o la radiació ionitzant produïda per l'addició de discos de forats negres massius.
El període després de l'emissió del fons de radiació de microones i abans de l'observació de les primeres estrelles és conegut de forma gairebé còmica pels cosmòlegs com les edats fosques i és un període que està sota un intens estudi pels astrònoms (vegeu la radiació de 21 centímetres).
Altres efectes que ocorren entre la reionització i la nostra observació del CMB que causen les anisotropies són l'efecte Suiàiaev-Zeldóvitx, en el qual un núvol d'electrons d'alta energia dispersa la radiació, transferint alguna energia als fotons del CMB i l'efecte Sachs-Wolfe, que causa que els fotons del fons de radiació de microones estiguin gravitacionalment desplaçats cap al vermell o cap al blau a causa de camps gravitacionals canviants.

### Polarització
El departament té com a polaritzat un nivell d'uns quants microkelvins. Hi ha dos tipus de polarització, anomenats modes E i B. Això presenta una analogia amb l'electroestàtica, en què el camp elèctric (camp E) té un rotacional evanescent, mentre que el camp magnètic (camp B) té una divergència evanescent. Els modes E apareixen de manera natural des de la difusió Thomson en un plasma heterogeni. Els modes B, que no han estat mesurats i es pensa que tenen una amplitud de com a màxim 0,1 μK, no es produeixen únicament a partir del plasma. Són un senyal de la inflació còsmica i són determinats a partir de la densitat de les ones gravitatòries primigènies. La detecció dels modes B és extremadament difícil, particularment perquè el grau de contaminació de fons és desconegut i el senyal de les lents gravitacionals barregen la força relativa del mode E amb el mode B.

## Observacions del fons de microones
Després del descobriment del CMB, s'han realitzat centenars d'experiments del fons còsmic de microones per mesurar i caracteritzar la naturalesa de la radiació. L'experiment més famós és probablement el satèl·lit COBE de la NASA, que orbità entre 1989-1996, que va detectar i quantificar les anisotropies de gran escala al límit de les seves capacitats de detecció. Inspirat pels resultats inicials del COBE, un fons extremadament isòtrop i homogeni, una sèrie d'experiments basats en pilotes i sòl van quantificar les anisotropies del CMB en petites escales angulars durant la dècada següent. El principal objectiu d'aquests experiments era mesurar a escala angular el primer pic acústic, per al qual el COBE no tenia suficient resolució. Aquestes mesures podrien excloure les cordes còsmiques com la principal teoria de la formació d'estructures còsmiques i suggereixen que la inflació còsmica és la teoria adequada. Durant els anys 1980, el primer pic va ser mesurat amb una sensibilitat creixent i l'any 2000, l'experiment Boomerang reportà que les fluctuacions de major energia ocorrien a escales d'aproximadament un grau. Juntament amb altres dades cosmològiques, aquests resultats impliquen que la geometria de l'Univers és plana. Diversos interferòmetres van proporcionar mesures de fluctuacions de gran precisió durant els tres anys següents, incloent-hi el Very Small Array, Degree Angular Scale Interferometer (DASI) i el Cosmic Background Imager (o CBI). La primera detecció del DASI va ser la polarització del CMB mentre que el CBI va obtenir l'espectre de polarització del CMB.
En juny del 2001, la NASA va llançar una segona missió espacial per al CMB, el WMAP, per realitzar mesures molt més precises de les anisotropies a gran escala de tot el cel. Els primers resultats d'aquesta missió, revelats el 2003, van ser mesures detallades de l'espectre de potència angular en les escales més baixes, acotant diversos paràmetres cosmològics. Els resultats són àmpliament consistents amb els esperats de la inflació còsmica, així com altres teories competidores i estan disponibles detalladament en el centre de dades de la NASA per al Fons Còsmic de Microones. Encara que el WMAP va proporcionar mesures molt exactes de les fluctuacions a grans escales angulars en el CMB (estructures que són tan grans en el cel com la Lluna), no tindrien resolució angular suficient per a mesurar les fluctuacions a petita escala que havien estat observades utilitzant interferòmetres terrestres, com el Cosmic Background Imager.
Una tercera missió espacial, el  Planck, va ser llançada el 2009. El Planck utilitzà dos radiòmetres HEMT així com un bolòmetre i mesurà el CMB a escales menors que el WMAP. A diferència de les dues missions espacials prèvies, el Planck és una col·laboració entre la NASA i l'Agència Espacial Europea (ESA). Els seus detectors van ser provats en el telescopi Viper en l'experiment ACBAR, que ha produït les mesures més precises a petites escales angulars fins a la data, i en el telescopi de pilotes Archeops.
Els instruments terrestres addicionals com el telescopi del Pol Sud a l'Antàrtida, el proposat Projecte Clover, el telescopi cosmològic d'Atacama i el projecte Quiet a Xile proporcionarà dades addicionals no disponibles en les observacions de satèl·lit, possiblement incloent-hi la polarització del mode B.
És possible "veure" la radiació de fons de microones amb una cosa tan comuna com un televisor analògic -és a dir, un dels antics aparells no preparats per rebre la televisió digital terrestre- que sintonitzi un canal en què no hi hagi cap emissora emetent; part (un 1%) de la "neu" que es pot veure a la pantalla és aquesta radiació de fons captada per l'antena de l'aparell.